# Luis Aguiar (Ruderer)
Luis Mariano Aguiar Donatti (* 10. Dezember 1939 in Carmelo; † 27. Juli 2022 ebenda) war ein uruguayischer Ruderer.

## Biografie
Luis Aguiar siegte zusammen mit Gustavo Pérez und Raúl Torrieri im Zweier mit Steuermann bei den Panamerikanischen Spielen 1959. Bei den Olympischen Sommerspielen 1960 im Rom war Aguiar bei der Eröffnungsfeier Fahnenträger der uruguayischen Mannschaft. In der Zweier-mit-Steuermann-Regatta schied er zusammen mit Pérez und Torrieri im Hoffnungslauf aus.